# Finales NBA 1995
Navigation
Finales 1994 Finales 1996
Les Finales NBA 1995 ont lieu du 7 au 14 juin 1995, pour déterminer le gagnant de la saison 1994-1995, et conclure les séries éliminatoires de la saison. Les champions de la conférence Est, le Magic d'Orlando, rencontrent les champions de la conférence Ouest, les Rockets de Houston. Les Rockets battent le Magic 4-0 sur la série et glanent leur 2e titre NBA. Hakeem Olajuwon remporte son second titre de MVP des Finales à l'issue du match 4 de la série.
Les Rockets sont également devenus le premier champion NBA de l'histoire à conserver le titre dans un "sweep". De plus, les Rockets sont devenus la première équipe de l'histoire de la NBA à remporter le titre sans avoir l'avantage du terrain lors de l'une des quatre séries éliminatoires depuis que les playoffs ont été étendues à un format de 16 équipes en 1984.

## Contexte

### Rockets de Houston
Les Rockets ont entamé la saison 1994-1995 en tant que champions en titre. Ils ont remporté les huit premiers matchs de la saison, les premiers champions en titre à l'avoir fait depuis les Lakers de 1987-1988. Cependant, ils ont eu du mal à maintenir la forme de la saison dernière en raison de blessures. Le 14 février, les Rockets ont acquis Clyde Drexler des Trail Blazers de Portland mais les Rockets se sont contentés de la 6e tête de série avec un bilan de 47-35.
Cependant, Houston a une fois de plus été à la hauteur de sa réputation de Clutch City lors des playoffs. En route vers la finale, les Rockets ont battu trois équipes avec 55 victoires ou plus. Ils ont commencé par évincer le Jazz de l'Utah en cinq matchs (les Rockets étaient menés 2-1 après trois matchs), puis ont répété l'effort contre les Suns de Phoenix (les Rockets s'étant retrouvés menés 3-1 après quatre matchs). Dans le septième match de cette série, Phoenix a mené Houston 51-42 après la première mi-temps avant que Houston ne revienne pour remporter la série 115-114. Après avoir éliminé les Suns, les Rockets ont surclassé les Spurs de San Antonio, tête de série, en six matchs lors de la finale de la conférence.

### Magic d'Orlando
Le Magic n'en était qu'à leur sixième saison d'existence, mais ils formaient une équipe en pleine ascension. Mené par les All-Stars Shaquille O'Neal et Penny Hardaway, la nouvelle acquisition Horace Grant et les pierres angulaires de la franchise Nick Anderson et Dennis Scott, le Magic a mené la conférence Est, se terminant avec un bilan de 57-25. 
La route d'Orlando vers la finale a commencé par une victoire convaincante, 3-1 contre les Celtics de Boston. Ils ont évincé en six matchs les Bulls de Chicago, de Michael Jordan, de retour d'une retraite de 18 mois, au second tour. Enfin, en finale de la conférence, ils ont vaincu les Pacers de l'Indiana dans une série de sept matchs difficiles.

## Résumé de la saison régulière
| Champion de division | Qualifié pour les playoffs | Non qualifié pour les playoffs |

### Par conférence
| Conférence Est | Conférence Est         | Conférence Est | Conférence Est | Conférence Est |
| No             | Franchise              | Vic.           | Déf.           | PCT            |
| -------------- | ---------------------- | -------------- | -------------- | -------------- |
| 1              | Magic d'Orlando        | 57             | 25             | 69.5           |
| 2              | Pacers de l'Indiana    | 52             | 30             | 63.4           |
| 3              | Knicks de New York     | 55             | 27             | 67.1           |
| 4              | Hornets de Charlotte   | 50             | 32             | 61.0           |
| 5              | Bulls de Chicago       | 47             | 35             | 57.3           |
| 6              | Cavaliers de Cleveland | 43             | 39             | 52.4           |
| 7              | Hawks d'Atlanta        | 42             | 40             | 51.2           |
| 8              | Celtics de Boston      | 35             | 47             | 42.7           |
|                |                        |                |                |                |
| 9              | Bucks de Milwaukee     | 34             | 48             | 41.5           |
| 10             | Heat de Miami          | 32             | 50             | 39.0           |
| 11             | Nets du New Jersey     | 30             | 52             | 36.6           |
| 12             | Pistons de Détroit     | 28             | 54             | 34.1           |
| 13             | 76ers de Philadelphie  | 24             | 58             | 29.3           |
| 14             | Bullets de Washington  | 21             | 61             | 25.6           |

| Conférence Ouest | Conférence Ouest          | Conférence Ouest | Conférence Ouest | Conférence Ouest |
| No               | Franchise                 | Vic.             | Déf.             | PCT              |
| ---------------- | ------------------------- | ---------------- | ---------------- | ---------------- |
| 1                | Spurs de San Antonio      | 62               | 20               | 75.6             |
| 2                | Suns de Phoenix           | 59               | 23               | 72.0             |
| 3                | Jazz de l'Utah            | 60               | 22               | 73.2             |
| 4                | SuperSonics de Seattle    | 57               | 25               | 69.5             |
| 5                | Lakers de Los Angeles     | 48               | 34               | 58.5             |
| 6                | Rockets de Houston C      | 47               | 35               | 57.3             |
| 7                | Trail Blazers de Portland | 44               | 38               | 53.7             |
| 8                | Nuggets de Denver         | 41               | 41               | 50.0             |
|                  |                           |                  |                  |                  |
| 9                | Kings de Sacramento       | 39               | 43               | 47.6             |
| 10               | Mavericks de Dallas       | 36               | 46               | 43.9             |
| 11               | Warriors de Golden State  | 26               | 56               | 31.7             |
| 12               | Timberwolves du Minnesota | 21               | 61               | 25.6             |
| 13               | Clippers de Los Angeles   | 17               | 65               | 20.7             |

C - Champions NBA

### Tableau des playoffs
|  | 1er tour         | 1er tour               | 1er tour              |   |                        | Demi-finales de Conférence | Demi-finales de Conférence | Demi-finales de Conférence |  |   | Finales de Conférence | Finales de Conférence | Finales de Conférence |  |    | Finales NBA     | Finales NBA | Finales NBA |
|  |                  |                        |                       |   |                        |                            |                            |                            |  |   |                       |                       |                       |  |    |                 |             |             |
|  | 1                | Magic d'Orlando        | 3                     |   |                        |                            |                            |                            |  |   |                       |                       |                       |  |    |                 |             |             |
|  | 8                | Celtics de Boston      | 1                     |   |                        |                            |                            |                            |  |   |                       |                       |                       |  |    |                 |             |             |
|  | 8                | Celtics de Boston      | 1                     |   | 1                      | Magic d'Orlando            | 4                          |                            |  |   |                       |                       |                       |  |    |                 |             |             |
|  |                  |                        |                       |   | 1                      | Magic d'Orlando            | 4                          |                            |  |   |                       |                       |                       |  |    |                 |             |             |
|  |                  | 5                      | Bulls de Chicago      | 2 |                        |                            |                            |                            |  |   |                       |                       |                       |  |    |                 |             |             |
|  | 4                | 5                      | Bulls de Chicago      | 2 | Charlotte Hornets      | 1                          |                            |                            |  |   |                       |                       |                       |  |    |                 |             |             |
|  | 4                |                        |                       |   | Charlotte Hornets      | 1                          |                            |                            |  |   |                       |                       |                       |  |    |                 |             |             |
|  | 5                | Bulls de Chicago       | 3                     |   |                        |                            |                            |                            |  |   |                       |                       |                       |  |    |                 |             |             |
|  | 5                | Bulls de Chicago       | 3                     |   |                        |                            |                            |                            |  | 1 | Magic d'Orlando       | 4                     |                       |  |    |                 |             |             |
|  | Conférence Est   |                        |                       |   |                        |                            |                            |                            |  | 1 | Magic d'Orlando       | 4                     |                       |  |    |                 |             |             |
|  |                  | 2                      | Pacers de l'Indiana   | 3 |                        |                            |                            |                            |  |   |                       |                       |                       |  |    |                 |             |             |
|  | 3                | 2                      | Pacers de l'Indiana   | 3 | Knicks de New York     | 3                          |                            |                            |  |   |                       |                       |                       |  |    |                 |             |             |
|  | 3                |                        |                       |   | Knicks de New York     | 3                          |                            |                            |  |   |                       |                       |                       |  |    |                 |             |             |
|  | 6                | Cavaliers de Cleveland | 1                     |   |                        |                            |                            |                            |  |   |                       |                       |                       |  |    |                 |             |             |
|  | 6                | Cavaliers de Cleveland | 1                     |   | 3                      | Knicks de New York         | 3                          |                            |  |   |                       |                       |                       |  |    |                 |             |             |
|  |                  |                        |                       |   | 3                      | Knicks de New York         | 3                          |                            |  |   |                       |                       |                       |  |    |                 |             |             |
|  |                  | 2                      | Pacers de l'Indiana   | 4 |                        |                            |                            |                            |  |   |                       |                       |                       |  |    |                 |             |             |
|  | 2                | 2                      | Pacers de l'Indiana   | 4 | Pacers de l'Indiana    | 3                          |                            |                            |  |   |                       |                       |                       |  |    |                 |             |             |
|  | 2                |                        |                       |   | Pacers de l'Indiana    | 3                          |                            |                            |  |   |                       |                       |                       |  |    |                 |             |             |
|  | 7                | Hawks d'Atlanta        | 0                     |   |                        |                            |                            |                            |  |   |                       |                       |                       |  |    |                 |             |             |
|  | 7                | Hawks d'Atlanta        | 0                     |   |                        |                            |                            |                            |  |   |                       |                       |                       |  | E1 | Magic d'Orlando | 0           |             |
|  |                  |                        |                       |   |                        |                            |                            |                            |  |   |                       |                       |                       |  | E1 | Magic d'Orlando | 0           |             |
|  |                  | O6                     | Rockets de Houston    | 4 |                        |                            |                            |                            |  |   |                       |                       |                       |  |    |                 |             |             |
|  | 1                | O6                     | Rockets de Houston    | 4 | Spurs de San Antonio   | 3                          |                            |                            |  |   |                       |                       |                       |  |    |                 |             |             |
|  | 1                |                        |                       |   | Spurs de San Antonio   | 3                          |                            |                            |  |   |                       |                       |                       |  |    |                 |             |             |
|  | 8                | Nuggets de Denver      | 0                     |   |                        |                            |                            |                            |  |   |                       |                       |                       |  |    |                 |             |             |
|  | 8                | Nuggets de Denver      | 0                     |   | 1                      | Spurs de San Antonio       | 4                          |                            |  |   |                       |                       |                       |  |    |                 |             |             |
|  |                  |                        |                       |   | 1                      | Spurs de San Antonio       | 4                          |                            |  |   |                       |                       |                       |  |    |                 |             |             |
|  |                  | 5                      | Lakers de Los Angeles | 2 |                        |                            |                            |                            |  |   |                       |                       |                       |  |    |                 |             |             |
|  | 4                | 5                      | Lakers de Los Angeles | 2 | SuperSonics de Seattle | 1                          |                            |                            |  |   |                       |                       |                       |  |    |                 |             |             |
|  | 4                |                        |                       |   | SuperSonics de Seattle | 1                          |                            |                            |  |   |                       |                       |                       |  |    |                 |             |             |
|  | 5                | Lakers de Los Angeles  | 3                     |   |                        |                            |                            |                            |  |   |                       |                       |                       |  |    |                 |             |             |
|  | 5                | Lakers de Los Angeles  | 3                     |   |                        |                            |                            |                            |  | 1 | Spurs de San Antonio  | 2                     |                       |  |    |                 |             |             |
|  | Conférence Ouest |                        |                       |   |                        |                            |                            |                            |  | 1 | Spurs de San Antonio  | 2                     |                       |  |    |                 |             |             |
|  |                  | 6                      | Rockets de Houston    | 4 |                        |                            |                            |                            |  |   |                       |                       |                       |  |    |                 |             |             |
|  | 3                | 6                      | Rockets de Houston    | 4 | Jazz de l'Utah         | 2                          |                            |                            |  |   |                       |                       |                       |  |    |                 |             |             |
|  | 3                |                        |                       |   | Jazz de l'Utah         | 2                          |                            |                            |  |   |                       |                       |                       |  |    |                 |             |             |
|  | 6                | Rockets de Houston     | 3                     |   |                        |                            |                            |                            |  |   |                       |                       |                       |  |    |                 |             |             |
|  | 6                | Rockets de Houston     | 3                     |   | 6                      | Rockets de Houston         | 4                          |                            |  |   |                       |                       |                       |  |    |                 |             |             |
|  |                  |                        |                       |   | 6                      | Rockets de Houston         | 4                          |                            |  |   |                       |                       |                       |  |    |                 |             |             |
|  |                  | 2                      | Suns de Phoenix       | 3 |                        |                            |                            |                            |  |   |                       |                       |                       |  |    |                 |             |             |
|  | 2                | 2                      | Suns de Phoenix       | 3 | Suns de Phoenix        | 3                          |                            |                            |  |   |                       |                       |                       |  |    |                 |             |             |
|  | 2                |                        |                       |   | Suns de Phoenix        | 3                          |                            |                            |  |   |                       |                       |                       |  |    |                 |             |             |
|  | 7                | Portland TrailBlazers  | 0                     |   |                        |                            |                            |                            |  |   |                       |                       |                       |  |    |                 |             |             |

### Face à face en saison régulière
Les Rockets et le Magic se sont rencontrés 2 fois. Le Magic a remporté les deux matchs au cours de la saison régulière.
| Match | Date             | Équipe à domicile  | Score  | Équipe à l'extérieur |
| ----- | ---------------- | ------------------ | ------ | -------------------- |
| 1     | 23 novembre 1994 | Magic d'Orlando    | 117-94 | Rockets de Houston   |
| 2     | 2 mars 1995      | Rockets de Houston | 96-107 | Magic d'Orlando      |

## Formule
Pour les séries finales la franchise gagnante est la première à remporter quatre victoires, soit un minimum de quatre matchs et un maximum de sept. Les rencontres se déroulent dans l'ordre suivant :
| Match | Recevant       | Match | Recevant       | Match | Recevant        | Match | Recevant        |
| ----- | -------------- | ----- | -------------- | ----- | --------------- | ----- | --------------- |
| 1     | Meilleur bilan | 2     | Meilleur bilan | 3     | Moins bon bilan | 4     | Moins bon bilan |

| Match | Recevant        | Match | Recevant       | Match | Recevant       |
| ----- | --------------- | ----- | -------------- | ----- | -------------- |
| 5     | Moins bon bilan | 6     | Meilleur bilan | 7     | Meilleur bilan |

## Les Finales

### Match 1
| 7 juin |                                                               | Rockets de Houston 120, Magic d'Orlando 118 | Rockets de Houston 120, Magic d'Orlando 118             | Rockets de Houston 120, Magic d'Orlando 118 | OT | Orlando Arena, Orlando, Floride Affluence : 16,010 Arbitres : - No. 27 Dick Bavetta - No. 17 Joe Crawford - No. 29 Steve Javie | NBC |
| 7 juin | Score par quart-temps : 19–30, 31–31, 37–19, 23–30, OT : 10–8 |                                             |                                                         |                                             | OT | Orlando Arena, Orlando, Floride Affluence : 16,010 Arbitres : - No. 27 Dick Bavetta - No. 17 Joe Crawford - No. 29 Steve Javie | NBC |
| 7 juin | Hakeem Olajuwon 31 Clyde Drexler 11 Kenny Smith 9             | Points Rebonds Passes d.                    | Hardaway, O'Neal 26 Grant, O'Neal 16 Shaquille O'Neal 9 |                                             | OT | Orlando Arena, Orlando, Floride Affluence : 16,010 Arbitres : - No. 27 Dick Bavetta - No. 17 Joe Crawford - No. 29 Steve Javie | NBC |
| 7 juin | Houston mène la série 1-0                                     |                                             |                                                         |                                             | OT | Orlando Arena, Orlando, Floride Affluence : 16,010 Arbitres : - No. 27 Dick Bavetta - No. 17 Joe Crawford - No. 29 Steve Javie | NBC |

### Match 2
| 9 juin |                                                       | Rockets de Houston 117, Magic d'Orlando 106 | Rockets de Houston 117, Magic d'Orlando 106              | Rockets de Houston 117, Magic d'Orlando 106 |  | Orlando Arena, Orlando, Floride Affluence : 16,010 Arbitres : - No. 43 Dan Crawford - No. 42 Hue Hollins - No. 4 Ed T. Rush | NBC |
| 9 juin | Score par quart-temps : 28–19, 35–22, 27–30, 27–35    |                                             |                                                          |                                             |  | Orlando Arena, Orlando, Floride Affluence : 16,010 Arbitres : - No. 43 Dan Crawford - No. 42 Hue Hollins - No. 4 Ed T. Rush | NBC |
| 9 juin | Hakeem Olajuwon 34 Hakeem Olajuwon 11 Clyde Drexler 5 | Points Rebonds Passes d.                    | Shaquille O'Neal 33 Shaquille O'Neal 12 Penny Hardaway 8 |                                             |  | Orlando Arena, Orlando, Floride Affluence : 16,010 Arbitres : - No. 43 Dan Crawford - No. 42 Hue Hollins - No. 4 Ed T. Rush | NBC |
| 9 juin | Houston mène la série 2-0                             |                                             |                                                          |                                             |  | Orlando Arena, Orlando, Floride Affluence : 16,010 Arbitres : - No. 43 Dan Crawford - No. 42 Hue Hollins - No. 4 Ed T. Rush | NBC |

### Match 3
| 11 juin |                                                                  | Magic d'Orlando 103, Rockets de Houston 106 | Magic d'Orlando 103, Rockets de Houston 106               | Magic d'Orlando 103, Rockets de Houston 106 |  | The Summit, Houston, Texas Affluence : 16,611 Arbitres : - No. 25 Hugh Evans - No. 13 Mike Mathis - No. 15 Bennett Salvatore | NBC |
| 11 juin | Score par quart-temps : 30–28, 23–26, 22–21, 28–31               |                                             |                                                           |                                             |  | The Summit, Houston, Texas Affluence : 16,611 Arbitres : - No. 25 Hugh Evans - No. 13 Mike Mathis - No. 15 Bennett Salvatore | NBC |
| 11 juin | Shaquille O'Neal 28 Anderson, Grant, O'Neal 10 Penny Hardaway 14 | Points Rebonds Passes d.                    | Hakeem Olajuwon 31 Hakeem Olajuwon 14 Drexler, Olajuwon 7 |                                             |  | The Summit, Houston, Texas Affluence : 16,611 Arbitres : - No. 25 Hugh Evans - No. 13 Mike Mathis - No. 15 Bennett Salvatore | NBC |
| 11 juin | Houston mène la série 3-0                                        |                                             |                                                           |                                             |  | The Summit, Houston, Texas Affluence : 16,611 Arbitres : - No. 25 Hugh Evans - No. 13 Mike Mathis - No. 15 Bennett Salvatore | NBC |

### Match 4
| 14 juin |                                                       | Magic d'Orlando 101, Rockets de Houston 113 | Magic d'Orlando 101, Rockets de Houston 113           | Magic d'Orlando 101, Rockets de Houston 113 |  | The Summit, Houston, Texas Affluence : 16,611 Arbitres : - No. 17 Joe Crawford - No. 20 Jess Kersey - No. 21 Bill Oakes | NBC |
| 14 juin | Score par quart-temps : 21–23, 30–24, 25–30, 25–36    |                                             |                                                       |                                             |  | The Summit, Houston, Texas Affluence : 16,611 Arbitres : - No. 17 Joe Crawford - No. 20 Jess Kersey - No. 21 Bill Oakes | NBC |
| 14 juin | Hardaway, O'Neal 25 Grant, O'Neal 12 Penny Hardaway 5 | Points Rebonds Passes d.                    | Hakeem Olajuwon 35 Hakeem Olajuwon 15 Clyde Drexler 8 |                                             |  | The Summit, Houston, Texas Affluence : 16,611 Arbitres : - No. 17 Joe Crawford - No. 20 Jess Kersey - No. 21 Bill Oakes | NBC |
| 14 juin | Houston remporte la série 4-0                         |                                             |                                                       |                                             |  | The Summit, Houston, Texas Affluence : 16,611 Arbitres : - No. 17 Joe Crawford - No. 20 Jess Kersey - No. 21 Bill Oakes | NBC |

## Équipes

### Rockets de Houston
| Effectif des Rockets de Houston 1994-1995 |
| --- |
| 7 Carl Herrera • 10 Sam Cassell • 11 Vernon Maxwell • 15 Tim Breaux • 17 Mario Elie • 22 Clyde Drexler • 25 Robert Horry • 27 Charles Jones • 30 Kenny Smith • 31 Tracy Murray • 32 Pete Chilcutt • 34 Hakeem Olajuwon (MVP Finales) • 52 Chucky Brown • 55 Žan Tabak Entraîneur : Rudy Tomjanovich |

### Magic d'Orlando
| Effectif du Magic d'Orlando 1994-1995 |
| --- |
| 00 Anthony Avent • 1 Penny Hardaway • 3 Dennis Scott • 5 Donald Royal • 14 Anthony Bowie • 20 Brian Shaw • 22 Brooks Thompson • 25 Nick Anderson • 30 Tree Rollins • 31 Jeff Turner • 32 Shaquille O'Neal • 54 Horace Grant Entraîneur : Brian Hill |

## Statistiques

### Rockets de Houston
| Joueur          | MJ | MC | MPG  | FG%  | 3P%  | FT%  | RPG  | APG | SPG | BPG | PPG  |
| --------------- | -- | -- | ---- | ---- | ---- | ---- | ---- | --- | --- | --- | ---- |
| Chucky Brown    | 4  | 0  | 9.5  | 45,5 | 0    | 100  | 2.8  | 0.0 | 0.0 | 0.5 | 3.0  |
| Sam Cassell     | 4  | 0  | 23.3 | 42,9 | 46,7 | 83,3 | 1.8  | 3.0 | 1.8 | 0.0 | 14.3 |
| Pete Chilcutt   | 3  | 0  | 1.0  | 0    | 0    | 0    | 0.0  | 0.0 | 0.0 | 0.0 | 0.0  |
| Clyde Drexler   | 4  | 4  | 40.5 | 45,0 | 15,4 | 78,9 | 9.5  | 6.8 | 1.0 | 0.3 | 21.5 |
| Mario Elie      | 4  | 4  | 40.3 | 64,9 | 57,1 | 90,0 | 4.3  | 3.3 | 2.0 | 0.0 | 16.3 |
| Robert Horry    | 4  | 4  | 46.8 | 43,4 | 37,9 | 66,7 | 10.0 | 3.8 | 3.0 | 2.3 | 17.8 |
| Charles Jones   | 4  | 0  | 14.3 | 50,0 | 0    | 100  | 1.8  | 0.0 | 0.0 | 0.0 | 1.0  |
| Hakeem Olajuwon | 4  | 4  | 44.8 | 48,3 | 100  | 69,2 | 11.5 | 5.5 | 2.0 | 2.0 | 32.8 |
| Kenny Smith     | 4  | 4  | 26.3 | 37,9 | 42,1 | 0    | 1.8  | 4.0 | 0.3 | 0.0 | 7.5  |

### Magic d'Orlando
| Joueur           | MJ | MC | MPG  | FG%  | 3P%  | FT%  | RPG  | APG | SPG | BPG | PPG  |
| ---------------- | -- | -- | ---- | ---- | ---- | ---- | ---- | --- | --- | --- | ---- |
| Nick Anderson    | 4  | 4  | 40.3 | 36,0 | 32,3 | 30,0 | 8.5  | 4.3 | 2.0 | 0.5 | 12.3 |
| Anthony Bowie    | 4  | 0  | 6.5  | 60,0 | 50,0 | 0    | 0.5  | 1.5 | 0.0 | 0.3 | 3.3  |
| Horace Grant     | 4  | 4  | 42.0 | 53,2 | 0    | 80,0 | 12.0 | 1.5 | 0.5 | 0.5 | 13.5 |
| Penny Hardaway   | 4  | 4  | 43.0 | 50,0 | 45,8 | 91,3 | 4.8  | 8.0 | 1.0 | 0.8 | 25.5 |
| Shaquille O'Neal | 4  | 4  | 45.0 | 59,5 | 0    | 57,1 | 12.5 | 6.3 | 0.3 | 2.5 | 28.0 |
| Donald Royal     | 1  | 0  | 1.0  | 0    | 0    | 0    | 0.0  | 0.0 | 0.0 | 0.0 | 0.0  |
| Dennis Scott     | 4  | 4  | 37.5 | 31,0 | 24,1 | 100  | 3.5  | 2.3 | 1.0 | 0.3 | 10.5 |
| Brian Shaw       | 4  | 0  | 21.0 | 42,6 | 38,5 | 0    | 3.3  | 3.3 | 0.5 | 0.3 | 12.5 |
| Jeff Turner      | 4  | 0  | 10.8 | 20,0 | 33,3 | 0    | 1.0  | 0.5 | 0.0 | 0.0 | 1.5  |